# Mahmoud Gharbi
Pour les articles homonymes, voir Gharbi.

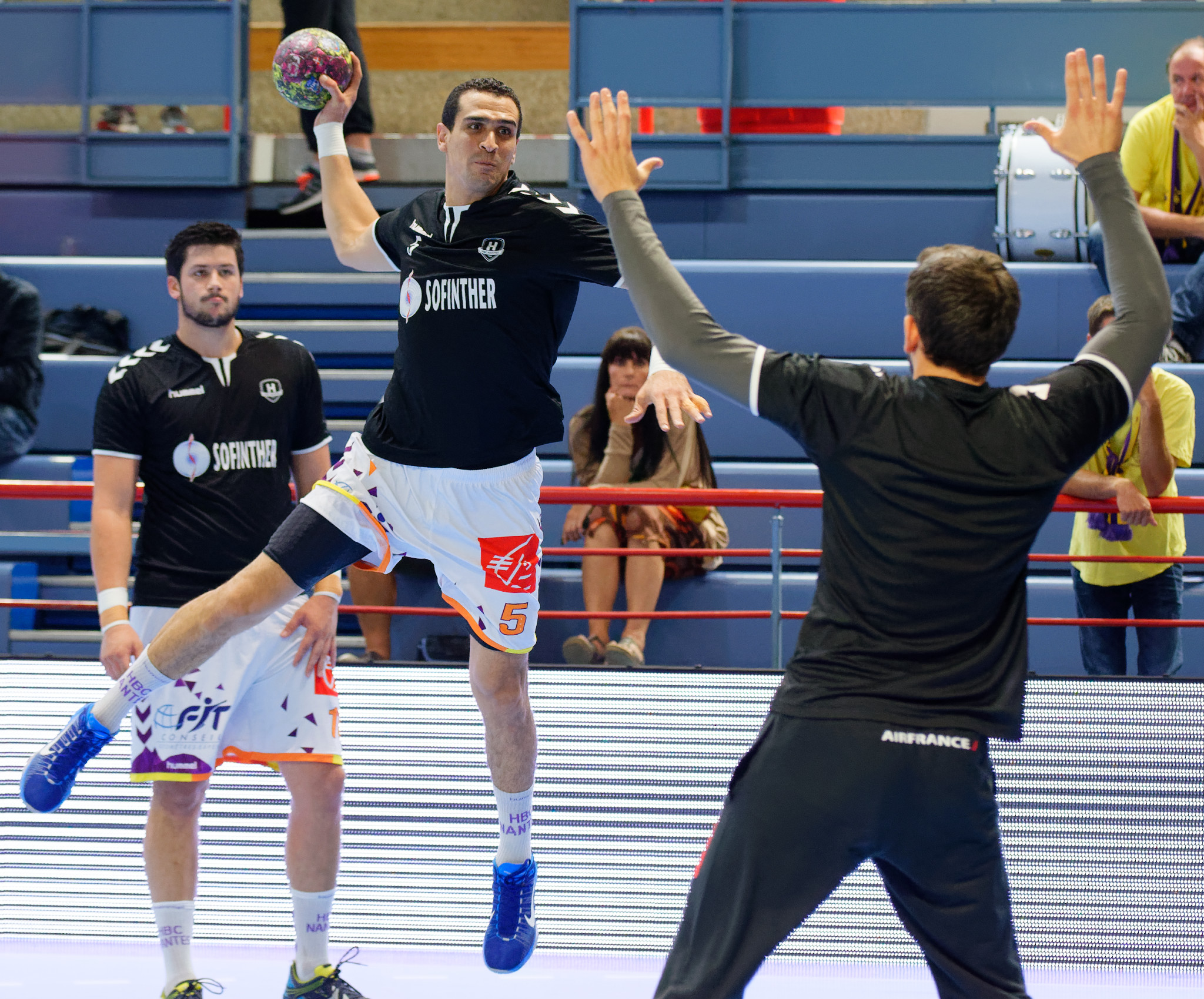
Rencontre de championnat de LidlStarLigue entre l'US Créteil et le HBC Nantes à Créteil, le 25 septembre 2016.

Mahmoud Gharbi (arabe : محمود الغربي), né le 11 février 1982 à Tunis, est un handballeur tunisien jouant au poste de pivot.

## Parcours
Il fait ses premiers pas chez les seniors avec l'Espérance sportive de Tunis lors de la saison 2001-2002 et y poursuit sa carrière. Ayant joué un grand rôle dans l'obtention du doublé championnat-coupe par son club en 2005, il est appelé en équipe nationale et, malgré la concurrence de grands joueurs à l'instar de Issam Tej et Makrem Jerou, il réussit à conserver sa place en sélection. Il compte à ce jour 151 sélections et a marqué 258 buts.
En 2010, il rejoint la France et le Handball Club de Nantes. En 2013, il est au cœur d'un imbroglio : un homonyme (même nom, même date et lieu de naissance) étant condamné pour meurtre, il n'est pas autorisé à quitter la Tunisie jusqu'à ce qu'il prouve son identité. En sept saisons à Nantes, il contribue, en particulier sur les aspects défensifs, à la progression du club, avec notamment une première finale européenne en coupe EHF en 2013, les victoires en coupe de la Ligue en 2015 et en coupe de France en 2017 et une deuxième place en championnat en 2017, même s'il voit son temps de jeu diminuer lors des dernières saisons.
En 2017, il exprime son envie de retourner en Tunisie et résilie le contrat qui le lie à Nantes jusqu’en 2018. Début septembre, sa signature à l'ASB Rezé, club de l'agglomération nantaise évoluant en Nationale 2, est annoncée mais il se ravise quelques semaines plus tard pour se consacrer à son projet en Tunisie.

## Palmarès

### Clubs
Compétitions nationales
- Vainqueur du championnat de Tunisie en 2004, 2005, 2009 et 2010
- Vainqueur de la Coupe de Tunisie en 2002, 2005 et 2006
- Vainqueur de la Supercoupe de Tunisie en 2002
- Vainqueur de la coupe de la Ligue française en 2015
- Vainqueur de la coupe de France en 2017
- Vainqueur de la coupe de l'Émir du Qatar en 2018
- Vainqueur du championnat du Qatar en 2019
- Finaliste de la coupe de la Ligue française en 2013 et 2017
- Finaliste du Trophée des champions en 2016
- Deuxième du championnat de France en 2017

Compétitions internationales
- Vainqueur de la coupe d'Afrique des vainqueurs de coupe en 2003
- Finaliste de la coupe d'Afrique des vainqueurs de coupe en 2004
- Finaliste de la Supercoupe d'Afrique en 2004
- Finaliste de la Ligue des champions d'Afrique en 2005
- Finaliste de la coupe de l'EHF en 2013 et 2016
- Finaliste de la Ligue des champions d'Asie en 2018
- Vainqueur de la Supercoupe arabe en 2019 (avec ES Tunis)

### Sélection nationale
Jeux olympiques
- Quart de finaliste aux Jeux olympiques de 2012 à Londres ( Royaume-Uni)

Championnats d'Afrique
- Médaille d'or au championnat d'Afrique 2006 ( Tunisie)
- Médaille d'argent au championnat d'Afrique 2008 ( Angola)
- Médaille d'or au championnat d'Afrique 2010 ( Égypte)
- Médaille d'or au championnat d'Afrique 2012 ( Maroc)
- Médaille d'argent au championnat d'Afrique 2014 ( Algérie)
- Médaille d'argent au championnat d'Afrique 2016 ( Égypte)

Championnats du monde
- 4e au championnat du monde 2005 ( Tunisie)
- 11e au championnat du monde 2007 ( Allemagne)
- 17e au championnat du monde 2009 ( Croatie)
- 20e au championnat du monde 2011 ( Suède)
- 11e au championnat du monde 2013 ( Espagne)
- 15e au championnat du monde 2015 ( Qatar)

Autres
- Médaille de bronze aux Jeux méditerranéens de 2005 ( Espagne)